# Sergio Catán
Sergio Armando Catán (General Belgrano, Buenos Aires, 29 de diciembre de 1974) es un exfutbolista argentino que jugaba como volante.

## Trayectoria

### Estudiantes de La Plata
Catán debutó en Estudiantes de La Plata en 1994. En 1995 se coronó campeón de la B Nacional y obtuvo el ascenso a Primera División. Jugó en el pincha hasta 1998.

### Quilmes
Para la temporada 1998/99 pasó a Quilmes. En el cervecero disputó una temporada.

### Atlético Tucumán
En 1999 se mudó a San Miguel de Tucumán, para vestir la camiseta de Atlético Tucumán. En el decano jugó hasta el año 2001.

### Godoy Cruz
En el 2001 llegó a Godoy Cruz. En el equipo mendocino disputó una temporada.

### Defensores de Cambaceres
El último club de su carrera fue Defensores de Cambaceres.

## Clubes
| Club                     | País      |
| ------------------------ | --------- |
| Estudiantes de La Plata  | Argentina |
| Quilmes                  | Argentina |
| Atlético Tucumán         | Argentina |
| Godoy Cruz               | Argentina |
| Defensores de Cambaceres | Argentina |

## Palmarés
| Título     | Equipo                  | País      | Año     |
| ---------- | ----------------------- | --------- | ------- |
| B Nacional | Estudiantes de La Plata | Argentina | 1994/95 |